# Wojciech Rytarowski
Wojciech Rytarowski herbu Topór – stolnik czerwonogrodzki w latach 1756–1772, sędzia kapturowy ziemi przemyskiej w 1764 roku.